# 吕国泉
吕国泉（？—），男，汉族，中华人民共和国政治人物。现任中华全国总工会办公厅主任，全国政协社会和法制委员会委员。第十三、十四届全国政协委员。